# Óscar Husillos
Óscar Husillos Domingo (Palencia, 18 de julio de 1993) es un deportista español que compite en atletismo, especialista en las carreras de velocidad.
Ganó una medalla de bronce en el Campeonato Europeo de Atletismo de 2018 y cuatro medallas en el Campeonato Europeo de Atletismo en Pista Cubierta entre los años 2019 y 2025.

## Trayectoria
Nació en la ciudad de Palencia, pero reside en la localidad de Astudillo. En sus inicios era portero de fútbol, pero a los 15 años un tío suyo lo introdujo en el mundo del atletismo, y empezó a practicarlo en las pistas de Palencia bajo las indicaciones del entrenador Luis Ángel Caballero.
En categoría juvenil participó en el Campeonato Mundial Junior de 2012. En 2016 empezó a competir en categoría absoluta: en el Campeonato Europeo de 2016 fue noveno en el relevo 4 × 400 m, y en el Campeonato Mundial de 2017 fue quinto en el relevo 4 × 400 m y 14.º en los 400 m.
Su primer éxito internacional lo obtuvo en el Campeonato Europeo de Atletismo de 2018, ganando la medalla de bronce en la prueba de 4 × 400 m (junto con Lucas Búa, Samuel García y Bruno Hortelano), con una marca de 3:00,78. En el Campeonato Europeo en Pista Cubierta de 2019 consiguió dos medallas de plata, en los 400 m y en el relevo 4 × 400 m.
Participó en los Juegos Olímpicos de Tokio 2020 en la prueba de 400 m, quedando séptimo en su manga preliminar, sin poder clasificarse para las semifinales. Se proclamó campeón del Europeo en Pista Cubierta de 2021 en los 400 m, ganando la final con un tiempo de 46,22 s, por delante de los neerlandeses Tony van Diepen y Liemarvin Bonevacia.
Participó en el Campeonato Europeo de Atletismo de 2022, sin conseguir superar la primera serie de los 400 m. En cambió, el relevo 4 × 400 m del que formaba parte con Iñaki Cañal, Lucas Búa y Samuel García logró batir el récord de España con una marca de 3:00,54, terminando en cuarta posición.
En 2023 volvió a correr la final del Campeonato de Europa en pista cubierta, donde fue cuarto, puesto que repitió en el relevo 4 × 400 m. En verano formó parte de la selección española que terminó cuarta en los Juegos Europeos, corriendo con el cuarteto de 4 × 400 m mixto.
De nuevo estuvo en el equipo español de 4 × 400 m que participó en el Campeonato de Europa de 2024, donde acabaron en quinta posición.
No pudo pasar de primera ronda en la prueba individual de 400 m del Campeonato de Europa en pista cubierta de 2025; sin embargo, consiguió otra medalla de plata con el cuarteto del 4 × 400 m, batiendo de nuevo el récord de España. En verano sufrió una lesión que lo llevó a poner fin a su temporada en el mes de julio.
En el Campeonato de España de Atletismo ha ganado la prueba de los 200 m en el año 2016 y la de los 400 m en cinco ocasiones (2017, 2018, 2019, 2021 y 2022), en el Campeonato de España en Pista Cubierta ha sido campeón de los 200 m en tres ocasiones (2014, 2016 y 2018) y de los 400 m en cuatro ocasiones (2017, 2019, 2021 y 2023). Además, posee la plusmarca de España en pista cubierta de los 200 m (20,68) y los 400 m (45,58, que estableció el 19 de febrero de 2023), y el récord nacional del relevo 4 × 400 m tanto al aire libre (3:00,54) como en short track (3:05,18).

## Palmarés internacional
| Campeonato Europeo                   | Campeonato Europeo       | Campeonato Europeo | Campeonato Europeo |
| Año                                  | Lugar                    | Medalla            | Prueba             |
| ------------------------------------ | ------------------------ | ------------------ | ------------------ |
| 2018                                 | Berlín (Alemania)        | Medalla de bronce  | 4 × 400 m          |
| Campeonato Europeo en Pista Cubierta |                          |                    |                    |
| Año                                  | Lugar                    | Medalla            | Prueba             |
| 2019                                 | Glasgow (Reino Unido)    | Medalla de plata   | 400 m              |
| 2019                                 | Glasgow (Reino Unido)    | Medalla de plata   | 4 × 400 m          |
| 2021                                 | Toruń (Polonia)          | Medalla de oro     | 400 m              |
| 2025                                 | Apeldoorn (Países Bajos) | Medalla de plata   | 4 × 400 m          |

## Registro internacional
| Representando a España | Representando a España                 | Representando a España | Representando a España | Representando a España | Representando a España |
| Año                    | Competición                            | Lugar                  | Posición               | Prueba                 | Tiempo                 |
| ---------------------- | -------------------------------------- | ---------------------- | ---------------------- | ---------------------- | ---------------------- |
| 2012                   | Campeonato Mundial Junior              | Barcelona              | 22.º (sf.)             | 200 m                  | 21.82                  |
| 2012                   | Campeonato Mundial Junior              | Barcelona              | 17.º (s.)              | 4 × 100 m              | 41.08                  |
| 2014                   | Relevos Mundiales                      | Nassau                 | –                      | 4 × 200 m              | DSQ                    |
| 2014                   | Campeonato Mediterráneo sub-23         | Aubagne                | 6.º                    | 200 m                  | 21.75                  |
| 2016                   | Campeonato Europeo                     | Ámsterdam              | 9.º (s.)               | 4 × 100 m              | 39.15                  |
| 2017                   | Campeonato Europeo en Pista Cubierta   | Belgrado               | 9.º (sf.)              | 400 m                  | 47.83                  |
| 2017                   | Campeonato Mundial                     | Londres                | 14.º (sf.)             | 400 m                  | 45.16                  |
| 2017                   | Campeonato Mundial                     | Londres                | 5.º                    | 4 × 400 m              | 3:00.65                |
| 2018                   | Campeonato Mundial en Pista Cubierta   | Birmingham             | –                      | 400 m                  | DSQ                    |
| 2018                   | Campeonato Europeo                     | Berlín                 | 6.º                    | 400 m                  | 45.61                  |
| 2018                   | Campeonato Europeo                     | Berlín                 | Medalla de bronce      | 4 × 400 m              | 3:00.78                |
| 2019                   | Campeonato Europeo en Pista Cubierta   | Glasgow                | Medalla de plata       | 400 m                  | 45.66                  |
| 2019                   | Campeonato Europeo en Pista Cubierta   | Glasgow                | Medalla de plata       | 4 × 400 m              | 3:06.32                |
| 2019                   | Campeonato Europeo por Equipos         | Bydgoszcz              | 3.º                    | 400 m                  | 46.36                  |
| 2019                   | Campeonato Europeo por Equipos         | Bydgoszcz              | 4.º                    | 4 × 400 m              | 3:04.52                |
| 2019                   | Campeonato Mundial                     | Doha                   | 13.º (s.)              | 4 × 400 m              | 3:04.27                |
| 2021                   | Campeonato Europeo en Pista Cubierta   | Toruń                  | Medalla de oro         | 400 m                  | 46.22                  |
| 2021                   | Relevos Mundiales                      | Chorzów                | 13.º (s.)              | 4 × 400 m              | 3:06.09                |
| 2021                   | Juegos Olímpicos                       | Tokio                  | 43.º (s.)              | 400 m                  | 48.05                  |
| 2022                   | Campeonato Iberoamericano              | La Nucía               | Medalla de plata       | 4 × 400 m              | 3:04.05                |
| 2022                   | Campeonato Mundial                     | Eugene                 | 11.º (s.)              | 4 × 400 m mixto        | 3:16.14                |
| 2022                   | Campeonato Europeo                     | Múnich                 | 24.º (s.)              | 400 m                  | 46.42                  |
| 2022                   | Campeonato Europeo                     | Múnich                 | 4.º                    | 4 × 400 m              | 3:00.54                |
| 2023                   | Campeonato Europeo en Pista Cubierta   | Estambul               | 4.º                    | 400 m                  | 46.24                  |
| 2023                   | Campeonato Europeo en Pista Cubierta   | Estambul               | 4.º                    | 4 × 400 m              | 3:06.87                |
| 2023                   | Juegos Europeos                        | Chorzów                | 11.º (s.)              | 4 × 400 m mixto        | 3:16.79                |
| 2023                   | Campeonato Mundial                     | Budapest               | 15.º (s.)              | 4 × 400 m              | 3:02.64                |
| 2024                   | Relevos Mundiales                      | Nasáu                  | 11.º (r.)              | 4 × 400 m              | 3:02.39                |
| 2024                   | Campeonato de Europa                   | Roma                   | 5.º                    | 4 × 400 m              | 3:01,44                |
| 2025                   | Campeonato de Europa en Pista Cubierta | Apeldoorn              | 27.º (s.)              | 400 m                  | 47.95                  |
| 2025                   | Campeonato de Europa en Pista Cubierta | Apeldoorn              | Medalla de plata       | 4 × 400 m              | 3:05.18                |

## Marcas personales
| Prueba | Prueba         | Tiempo     | Lugar       | Fecha                 |
| ------ | -------------- | ---------- | ----------- | --------------------- |
| 200 m  | Aire libre     | 20,74      | Guadalajara | 5 de julio de 2018    |
| 200 m  | Pista cubierta | 20,68 (NR) | Valencia    | 17 de febrero de 2018 |
| 400 m  | Aire libre     | 44,73      | Madrid      | 22 de junio de 2018   |
| 400 m  | Pista cubierta | 45,58 (NR) | Madrid      | 19 de febrero de 2023 |